# Chaplin (film)
A Chaplin 1992-ben bemutatott amerikai–brit–olasz–francia–japán filmdráma Richard Attenborough rendezésében. A forgatókönyvet William Boyd és Bryan Forbes írta, a zenéjét John Barry és José Padilla szerezte, a producer Mario Kassar és Richard Attenborough, a főszerepben Robert Downey Jr. látható. 
Az Egyesült Királyságban 1992. december 25-én, Magyarországon 1993. szeptember 17-én mutatták be a mozikban.

## Cselekmény
A történet főhőse Charlie Chaplin, aki Angliában született, egy nagyon szegény családban a 19. század végén, és a világ egyik legnagyobb szórakoztató komikusává vált.

## Szereplők
| Szerep                     | Színész             | Magyar hang       |
| -------------------------- | ------------------- | ----------------- |
| Charlie Chaplin            | Robert Downey Jr.   | Sörös Sándor      |
| Hannah Chaplin             | Geraldine Chaplin   | Biró Anikó        |
| Sydney Chaplin             | Paul Rhys           | Forgács Péter     |
| Sydney Chaplin fiatalon    | Paul Rhys           | Bartucz Attila    |
| Fred Karno                 | John Thaw           | Imre István       |
| Hetty Kelly / Oona O'Neill | Moira Kelly         | Jani Ildikó       |
| George Hayden              | Anthony Hopkins     | Dobránszky Zoltán |
| Mack Sennett               | Dan Aykroyd         | Csuja Imre        |
| Mabel Normand              | Marisa Tomei        |                   |
| Edna Purviance             | Penelope Ann Miller | Koffler Gizi      |
| Douglas Fairbanks          | Kevin Kline         | Barbinek Péter    |
| Mary Pickford              | Maria Pitillo       | Bessenyei Emma    |
| Mildred Harris             | Milla Jovovich      | Szitás Barbara    |
| J. Edgar Hoover            | Kevin Dunn          | Balázsi Gyula     |
| Lita Grey                  | Deborah Moore       |                   |
| Paulette Goddard           | Diane Lane          |                   |
| Joan Barry                 | Nancy Travis        | Hirling Judit     |
| Scott ügyvéd               | James Woods         | Wohlmuth István   |
| Minnie Chaplin             | Francesca Buller    | Koffler Gizi      |
| Frank Hooper               | Peter Crook         | Holl Nándor       |
| Rollie Totheroh            | David Duchovny      | Pogány György     |
| Lewis Seeley               | Sean O'Bryan        |                   |